# Stefan Haudum
Stefan Haudum (sinh 27 tháng 11 năm 1994) là một cầu thủ bóng đá Áo thi đấu cho FC Blau-Weiß Linz.

## Sự nghiệp câu lạc bộ
Anh ra mắt Giải bóng đá hạng nhất quốc gia Áo cho FC Blau-Weiß Linz ngày 2 tháng 11 năm 2012 trong trận đấu với SV Horn.